# Split Open 2023
Lo Split Open 2023 è stato un torneo maschile di tennis giocato sulla terra rossa. È stata la 5ª edizione del torneo, facente parte della categoria Challenger 75 nell'ambito dell'ATP Challenger Tour 2023. Si è giocato al Firule Tennis Club di Spalato, in Croazia, dal 10 al 16 aprile 2023.

## Partecipanti

### Teste di serie
| Nazionalità | Giocatore             | Ranking* | Testa di serie |
| ----------- | --------------------- | -------- | -------------- |
| Australia   | Christopher O'Connell | 87       | 1              |
| Austria     | Jurij Rodionov        | 120      | 2              |
| Slovacchia  | Norbert Gombos        | 130      | 3              |
| Ungheria    | Fábián Marozsán       | 133      | 4              |
| Slovacchia  | Lukáš Klein           | 139      | 5              |
| Austria     | Filip Misolic         | 146      | 6              |
| Italia      | Mattia Bellucci       | 154      | 7              |
| Giappone    | Kaichi Uchida         | 162      | 8              |

* Ranking al 3 aprile 2023.

### Altri partecipanti
I seguenti giocatori hanno ricevuto una wild card per il tabellone principale:
- Duje Ajduković
- Kalin Ivanovski
- Dino Prižmić

Il seguente giocatore è entrato in tabellone con il ranking protetto:
- Marc Polmans

Il seguente giocatore è entrato in tabellone come special exempt:
- Shintaro Mochizuki

Il seguente giocatore è entrato in tabellone come alternate:
- Harold Mayot

I seguenti giocatori sono passati dalle qualificazioni:
- Radu Albot
- Arthur Cazaux
- Nerman Fatić
- Dane Sweeny
- Elias Ymer
- Kacper Żuk

## Punti e montepremi
| Torneo    | Torneo              | V     | F     | SF    | QF    | 2T    | 1T  | Q | Q2  | Q1  |
| Singolare | Punti               | 75    | 50    | 30    | 16    | 7     | 0   | 4 | 2   | 0   |
| Singolare | Premi in denaro (€) | 9,880 | 5,820 | 3,450 | 2,000 | 1,165 | 720 | – | 360 | 185 |
| Doppio    | Punti               | 75    | 50    | 30    | 16    | –     | 0   | – | –   | –   |
| Doppio    | Premi in denaro (€) | 4,250 | 2,450 | 1,480 | 880   | –     | 500 | – | –   | –   |

## Campioni

### Singolare
Zsombor Piros ha sconfitto in finale  Norbert Gombos con il punteggio di 7–6(2), 7–6(9).

### Doppio
Sadio Doumbia /  Fabien Reboul hanno sconfitto in finale  Anirudh Chandrasekar /  Vijay Sundar Prashanth con il punteggio di 6–4, 6–4.